# Erika Remberg
Erika Remberg - nom de scène d'Erika Crobath - est une actrice autrichienne, née le 15 février 1932 à Medan et morte le 10 novembre 2017 à Benidorm.

## Biographie
Erika Remberg est la fille d'un planteur de tabac en Indonésie. Pendant la Seconde Guerre mondiale, la famille retourne en Autriche, elle fréquente un Gymnasium à Innsbruck. Elle découvre le théâtre amateur et à 16 ans, elle monte sur scène pour la première fois. Après une formation complémentaire et de petits engagements, elle intègre l'Exl-Bühne (de) et après sa dissolution en 1956 apparaît dans le cinéma allemand.
Elle rencontré l'acteur autrichien Walther Reyer, membre de l'Exl-Bühne, et épouse en 1950 le futur acteur du Burgtheater. Ils ont une fille, Veronika, née à Innsbruck en 1950.
En tant que partenaire de Klaus Kinski, Remberg se fait rapidement un nom en tant que jeune actrice dans des rôles principaux dans des films artistiquement peu exigeants mais au succès commercial. En 1960, elle est brièvement mariée à l'acteur sud-américain Gustavo Rojo. Alors qu'il y a de plus en plus d'offres pour de bons rôles en Allemagne, elle travaille de plus en plus à l'étranger. Finalement elle quitte le métier d'actrice au milieu des années 1970 et dirige une boutique.
En 1981, elle écrit le roman Steckbriefe, qui est adapté au cinéma. Elle se retire alors dans la vie privée et épouse en 1985 le réalisateur Sidney Hayers, avec qui elle avait tourné le film Le Cirque des horreurs 25 ans plus tôt.

## Filmographie
- 1950 : Der Geigenmacher von Mittenwald
- 1951 : Drei Kavaliere
- 1953 : Le Saut de la mort
- 1954 : Nilgün
- 1954 : Schloß Hubertus
- 1954 : Sonne über der Adria
- 1955 : Geliebte Feindin
- 1955 : Un vilain petit canard (Ich war ein häßliches Mädchen)
- 1955 : Sarajevo
- 1956 : IA in Oberbayern
- 1956 : Rosmarie kommt aus Wildwest (de)
- 1956 : Antonia en uniforme
- 1957 : Die unentschuldigte Stunde
- 1957 : Vacances au Tyrol (de)
- 1957 : Wien, du Stadt meiner Träume
- 1958 : Der Page vom Palast-Hotel
- 1958 : Sehnsucht hat mich verführt
- 1958 : Laila
- 1959 : Filles de proie
- 1960 : Verano violento
- 1960 : Le Cirque des horreurs
- 1960 : Le Bois des amants
- 1961 : Drei weiße Birken
- 1961 : El amor empieza en sábado
- 1961 : Schlagerrevue 1962 (de)
- 1962 : Candidate for Murder
- 1963 : Mord in Rio
- 1964 : La Nuit des vampires
- 1964 : Saturday Night Out
- 1966 : À belles dents
- 1966 : Guet-apens à Téhéran
- 1968 : Les Amours d'une louve
- 1970 : Esotika Erotika Psicotika